# Buzz! Junior: Jungle Party
Buzz! Junior: Jungle Party (prt: Buzz! Junior: Festa na Selva) é um jogo eletrónico de festa desenvolvido pela Magenta Software. Lançado inicialmente em 2006 para PlayStation 2, é o primeiro jogo da série Buzz! Junior. Jungle Party é composto por quarenta mini-jogos diferentes (vinte e cinco na versão dos EUA). Muitos desses minijogos exigem pouco conhecimento ou habilidade, de modo que são mais adequados para crianças mais novas do que o Buzz! jogos de perguntas e respostas, embora também possam ser apreciados por crianças mais velhas ou mesmo por adultos. A Cohort Studios desenvolveu uma versão para PlayStation 3 onde o jogador pode usar um controlador de jogo Dualshock pela primeira vez, mas está limitado a apenas 5 minijogos jogáveis.
O jogo recebeu críticas mistas e foi vencedor do British Academy Children's Awards.
Uma versão PSP do jogo foi lançada em novembro de 2010.

## Jogabilidade
O Jungle Party foi projetado de forma que as crianças possam jogar. Até 4 pessoas podem jogar todos os 40 minijogos, com Liz Barker como narradora. Alguns deles incluem pára-quedismo, combinação de cores, roubo de ovo de avestruz e tiro em balões. Cada jogo tem um objetivo específico, com pontos máximos atribuídos ao completar vinte deles em uma rodada.
Cada jogador pode escolher seu próprio macaco colorido, azul, laranja, verde ou amarelo, e controlá-lo usando seu Buzz! Buzzer. Cada controlador possui quatro botões coloridos com uma campainha vermelha na parte superior. Alguns jogos simplesmente usam o Buzz! botão, enquanto outros usam os quatro botões coloridos. Além disso, há um modo para um jogador que apresenta versões personalizadas dos jogos para vários jogadores. Depois de jogar dez jogos, uma pontuação final será dada (de 80.000 no total) com uma classificação na tabela de classificação.

## Recepção
Jungle Party recebeu críticas "mistas ou médias" com uma pontuação agregada de 70% no Metacritic. IGN observou que houve muita reformulação apenas com a mudança de cenário, acrescentando que mais variedade provavelmente atrairia um público mais amplo. VideoGamer escreveu que, apesar do fato de Jungle Party parecer bem simples, tem minijogos suficientes para manter os jogadores interessados por um tempo. Luke Van Leuveren da PALGN achou que a parte de um jogador não é realmente profunda ou atraente, com o multi-jogador dando mais entretenimento aos jogadores.
Os críticos descobriram que os controles são responsivos e projetados para serem usados por todos. As transições entre animações e coloridas foram elogiadas. Alguns críticos consideraram a simplicidade dos minijogos como algo que dá ao jogo uma falta de profundidade e apelo amplo.

Em novembro de 2007, o jogo foi vencedor do British Academy Children's Awards na categoria Videogame.